# Loužnice
Loužnice (Duits: Louschnitz) is een Tsjechische gemeente in de regio Liberec, en maakt deel uit van het district Jablonec nad Nisou.
Loužnice telt 226 inwoners.
Albrechtice v Jizerských horách · Bedřichov · Dalešice · Desná · Držkov · Frýdštejn · Harrachov · 
Jablonec nad Nisou · Janov nad Nisou · Jenišovice · Jílové u Držkova · Jiřetín pod Bukovou · Josefův Důl · Koberovy · Kořenov · Líšný · Loužnice · Lučany nad Nisou · Malá Skála · Maršovice · Nová Ves nad Nisou · Pěnčín · Plavy · Pulečný · Radčice · Rádlo · Rychnov u Jablonce nad Nisou · Skuhrov · Smržovka · Tanvald · Velké Hamry · Vlastiboř · Zásada · Zlatá Olešnice · Železný Brod